# Carl Beck-Friis
Carl Sigvard Beck-Friis i riksdagen kallad Beck-Friis i Harg, född 28 oktober 1886 i Jakob och Johannes församling, Stockholm, död 24 februari 1969 i Hargs församling, var en svensk friherre  och moderat riksdagspolitiker. Han var son till disponent Joachim Beck-Friis.
Carl Beck-Friis blev reservofficer vid Livregementets dragoner 1908, bergsingenjör 1911 och var därefter förvaltare av Ekebyholms gods och senare arrendator av Christineholms gods. Från 1928 blev han vice ordförande i avelsföreningen för den svenska ardennerhästen.
Carl Beck-Friis innehade efter faderns död 1927–1969 Hargs fideikommiss. Han var ledamot av riksdagens första kammare 1938–1947 för Stockholms läns och Uppsala läns valkrets. Han invaldes 1931 som ledamot av Lantbruksakademien för vilken han var preses 1944–1955.

## Utmärkelser
- Kommendör med stora korset av Nordstjärneorden, 6 juni 1963.[6]
- Riddare av Vasaorden, 1930.[7]